# Q Into the Storm
Q: Into the Storm (en español: Q, dentro de la tormenta) es una miniserie de televisión documental estadounidense dirigida y producida por Cullen Hoback, la cual explora la teoría conspirativa de QAnon y las personas involucradas en ella. La miniserie consistió en seis episodios y fue estrenada en HBO el 21 de marzo de 2021.

## Sinopsis

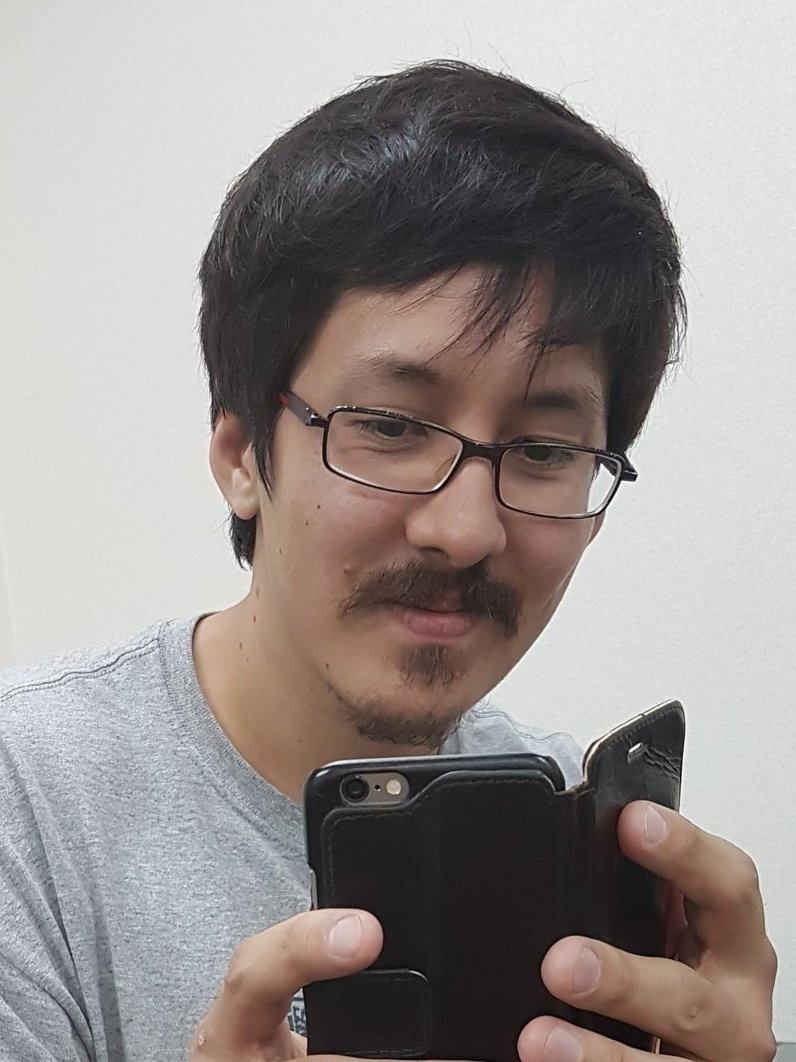
Ron Watkins, teórico de la conspiración y exadministrador de 8chan

La serie explora el surgimiento de la teoría conspirativa de QAnon y las personas involucradas en ellas. El documental presenta a varias personas asociadas con 8chan, el sitio web del tablón de imágenes que alberga a QAnon, incluido el propietario del sitio, Jim Watkins, el exadministrador Ron Watkins y el creador original Fredrick Brennan . Las entrevistas incluyen a creadores de videos proQAnon (conocidos como Qtubers), creyentes en la teorías conspirativa de QAnon, miembros del ala derecha, incluido Jack Posobeic de OAN, investigadores del fenómeno QAnon, así como periodistas que han informado sobre la teoría.
La serie describe de manera destacada la dinámica de los Watkins y Brennan, incluida su separación en 2018 y el posterior repudio de Brennan a la familia. La serie también se centra en 8chan y los diversos movimientos que han encontrado un hogar allí, incluidos Gamergate, Pizzagate y QAnon. En el episodio final, Hoback acompaña a Jim Watkins al asalto del Capitolio de Estados Unidos, el 6 de enero de 2021.
En el último episodio de la serie, Hoback muestra su conversación final con Ron Watkins, quien afirma ante la cámara: «me he pasado (...) casi diez años, todos los días, haciendo este tipo de investigación de forma anónima. Ahora lo hago públicamente, esa es la única diferencia (...) básicamente fueron (...) tres años de entrenamiento en inteligencia enseñando a gente común y corriente cómo hacer el trabajo de inteligencia. Básicamente era lo que hacía antes de forma anónima, pero nunca como Q». Ron Watkins se da cuenta del error que acaba de cometer, se ríe y se corrige a sí mismo, diciendo «Nunca como Q. Lo prometo. Porque no soy Q, y nunca lo fui». Hoback vio esto como una admisión inadvertida de Watkins, y de esta entrevista y su investigación concluyó que Ron Watkins era Q.

## Trasfondo

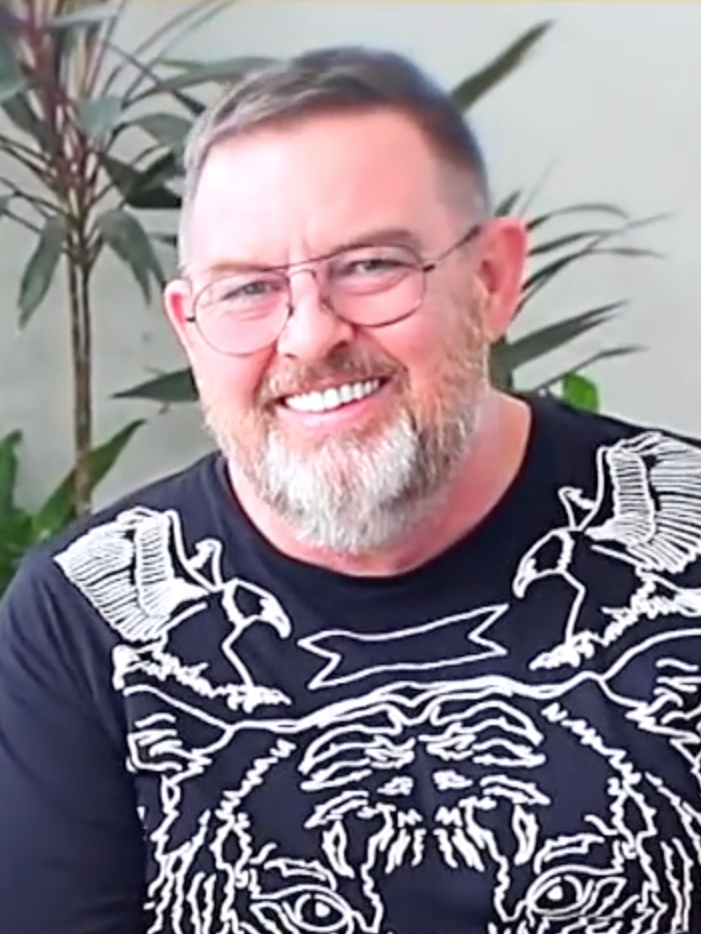
Jim Watkins, operador de 8chan

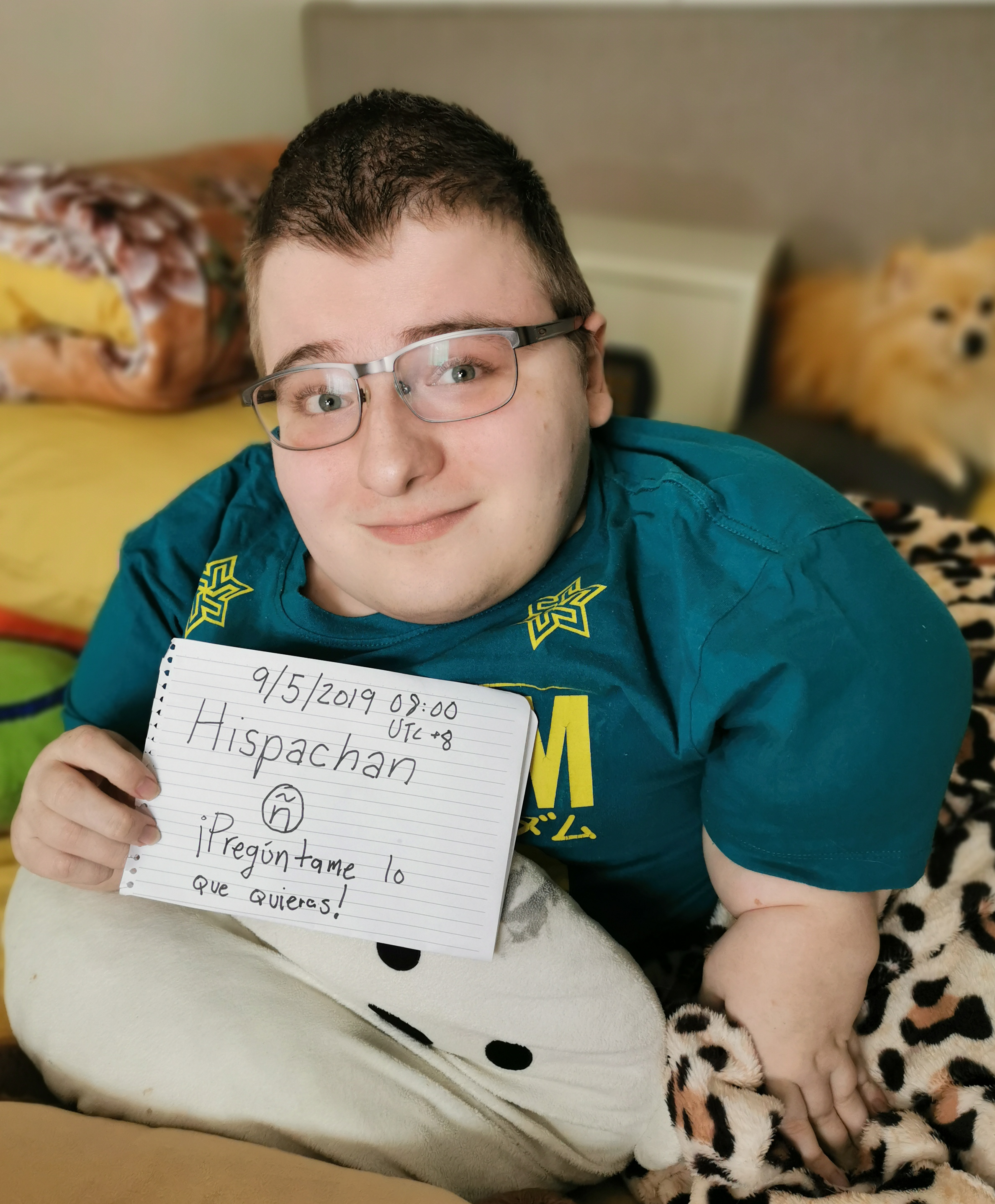
Fredrick Brennan, creador de 8chan

QAnon es una cuestionada y desacreditada teoría conspirativa de extrema derecha estadounidense que alega que una camarilla secreta de pedófilos caníbales adoradores de Satanás está dirigiendo una red mundial de tráfico sexual infantil, la cual habría conspirado contra el expresidente de Estados Unidos, Donald Trump, mientras estaba en el cargo. A QAnon frecuentemente se le describe como una secta.
La teoría conspirativa comenzó con una publicación de octubre de 2017 en el tablero de imágenes anónimo 4chan por «Q» (o «QAnon»), quien presumiblemente era un individuo estadounidense. Q afirmó ser un funcionario gubernamental de alto nivel con autorización Q, con acceso a información clasificada que involucra a la administración Trump y sus oponentes en los Estados Unidos. El sitio web del tablero de imágenes 8chan, luego renombrado a 8kun en 2019, se convirtió al poco tiempo en el hogar en línea de QAnon, ya que es el único lugar donde «Q» publica mensajes.
8chan es un sitio web de tablero de imágenes compuesto por tableros de mensajes creados por usuarios creado en octubre de 2013 por el programador de computadoras Fredrick Brennan. Después de un aumento en el tráfico del sitio en 2014, debido a la migración de la discusión relacionada con el Gamergate de 4chan, Brennan enfrentó desafíos financieros para mantener en funcionamiento el sitio en línea. Por esta razón comenzó a trabajar con Jim Watkins, un hombre de negocios del mundo de la tecnología y operador de la 2channel textboard. Brennan se trasladó a las Filipinas para vivir y trabajar con Watkins y su hijo Ron. En enero de 2015, Jim Watkins se convirtió en el propietario y operador oficial de 8chan. Brennan continuó trabajando como administrador del sitio hasta 2016, momento en el que renunció al cargo y Ron Watkins asumió el puesto. Brennan continuó trabajando para Jim Watkins hasta que cortó los lazos con la familia en 2018. Desde entonces, Brennan se ha convertido en un crítico público de 8chan, la familia Watkins y QAnon, y ha luchado activamente para intentar desconectar a 8chan.
Numerosos periodistas e investigadores de las teorías conspirativas creen que Jim Watkins, o su hijo Ron Watkins, están trabajando con Q, conocen la identidad de Q o son ellos mismos Q. Brennan también ha apoyado esta teoría, y en junio de 2020 dijo: «Definitivamente, definitivamente, el 100 por ciento cree que Q conoce a Jim o Ron Watkins, o que fue contratado por Jim o Ron Watkins». Ambos Watkins han negado conocer la identidad de Q, y Ron Watkins volvió a negar ser Q poco antes del estreno de la serie. En febrero de 2020, Jim Watkins formó un súper comité de acción política llamado Disarm the Deep State (en español: Desarmen al Estado profundo), que respalda a los candidatos políticos que apoyan la teoría conspirativa de QAnon. Ron Watkins ha jugado un papel importante en ayudar a amplificar la teoría de la conspiración de QAnon, y ha sido descrito como un líder de facto de QAnon.

## Producción
Q: Into the Storm está dirigida por Cullen Hoback. Hoback comenzó a seguir el desarrollo de QAnon y a trabajar para descubrir la identidad de Q en 2017. En tanto, Adam McKay es el productor ejecutivo de la serie para Hyperobject Industries.